# Звичайний місяць
«Звичайний місяць» (рос. «Обычный месяц») — радянський 3-серійний художній фільм Іскандера Хамраєва, знятий у 1976 році на кіностудії «Ленфільм» за мотивами роману Іллі Штемлера «Завод».

## Сюжет
Головний інженер приладобудівного заводу Греков шукає вихід з важкого становища, що склалося на заводі: підводять постачальники — доводиться вдаватися до штурмівщини, порушується технологія, страждає якість. Інститут проблем управління виробництвом, в який Греков звертається за допомогою, пропонує запровадити на заводі нову, ще не випробувану систему автоматизованого управління. Греков погоджується, хоча колеги, всі як один, вважають, що він вибрав для цього не найзручніший час.

## У ролях
- Кирило Лавров — Геннадій Захарович Греков, головний інженер
- Наталія Фатєєва — Тетяна Григорівна Альохіна
- Роман Громадський — Павло Єгорович Альохін, бригадир «почесної бригади»
- Андрій Данилов — Кирило Альохін
- Ігор Владимиров — Володимир Олександрович Смєрдов, директор заводу
- Михайло Іванов — Василь Сергійович Гмиря, начальник відділу збуту (озвучив Анатолій Кожевников)
- Володимир Рецептер — Семен Олександрович Лєпін
- Іван Соловйов — Петро Петрович Тищенко, професор-кібернетик
- Валерій Анісімов — Старостін, парторг заводу
- Олексій Кожевников — Олександр Сапреєв, токар бригади Альохіна
- Сергій Полежаєв — Іван Кузьмич, начальник складального цеху
- Світлана Старикова — Аня, економіст
- Рудольф Челіщев — Юрій Синьков, бригадир
- Юрій Дедовіч — Ігор Опанасович, головний економіст
- Дагун Омаев — Сундукян, геолог
- Олександр Суснін — Кірпотін, токар бригади Альохіна
- Світлана Агаджанова — Надія, секретар Грекова
- Лідія Біла — економіст
- Олег Бєлов — водій Смєрдова
- Валерій Биченко — робітник складального цеху
- Анатолій Ведьонкін — Юра, водій
- Лев Вігдоров — Федір
- Світлана Меньшикова — Семенова, співробітник арбітражу
- Олександр Михайлов — Крилов
- Михайло Семенов — робітник
- Віктор Смирнов — робітник
- Марина Юрасова — секретар Смєрдова
- Володимир Юр'єв — Вітя Сапреєв, син
- Віталій Юшков — Едік
- Любов Тищенко — вахтер
- Світлана Кірєєва — вахтер
- Євген Горюнов — токар бригади Альохіна
- Анатолій Пєчніков — начальник ВТК
- Анатолій Азо — перший секретар міськкому КПРС
- Віра Романова — вдова Гмирі
- Борис Волков — співробітник арбітражу
- Тамара Колесникова — представник швацької фабрики
- Дмитро Бессонов — виробник
- Герман Орлов — Нестеров, генеральний директор заводу «Синтетика»
- Леонхард Мерзін — Ігор Петрович Шатунов (озвучив Ігор Єфімов)
- Юрій Соловйов — Ілля
- Артем Іноземцев — Ілля Платонович Лужський, перший заступник міністра
- Володимир Лідо — учасник наради
- Вайва Майнеліте — Катя
- Дмитро Шулькін — епізод
- Майя Блінова — епізод

## Знімальна група
- Режисер: Іскандер Хамраєв
- Сценаристи: Ілля Штемлер, Альбіна Шульгіна
- Кінооператор: Олександр Чечулін
- Композитор: Марат Камілов
- Художник: Олексій Федотов